# 세레뽁강

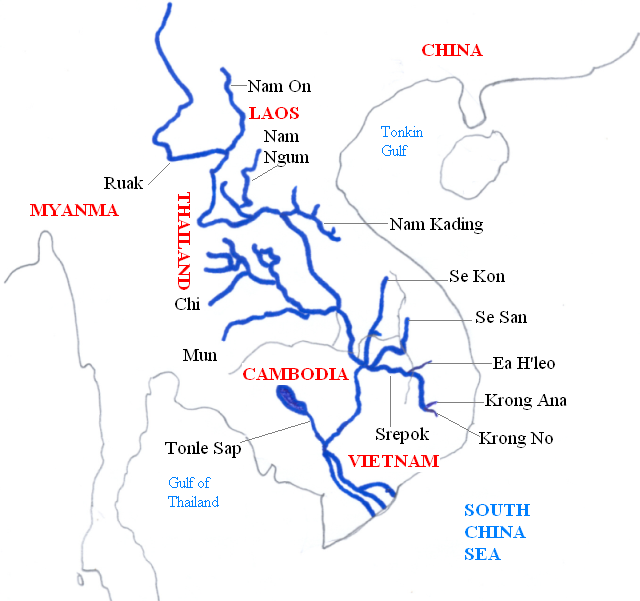
세레뽁강의 위치

세레뽁강(베트남어: Sông Serepôk, 크메르어: ទន្លេស្រែពក)은 베트남 닥락성에서 캄보디아로 흘러가는 메콩강의 주요 지류 중 하나이다. 베트남 중부고원 닥락성에서 캄보디아 라타나키리 주, 스퉁트렝 주를 거쳐 스퉁트렝 시 인근에서 메콩강에 합류한다. 이 강의 길이는 406km로, 베트남을 흐르는 구간은 126km이며, 캄보디아 영토에 있는 마지막 281km까지 다양하다. 세레뽁강은 차례로 끄롱노강, 끄롱아나강, 애아흘레오강 등 세 개의 주요 지류가 있다. 메콩강에 합류하기 전 세레뽁강도 스퉁트렝 주의 세산강과 콩강과 합쳐진다. 베트남에서는 닥끄롱강이라고도 불린다.

## 경로

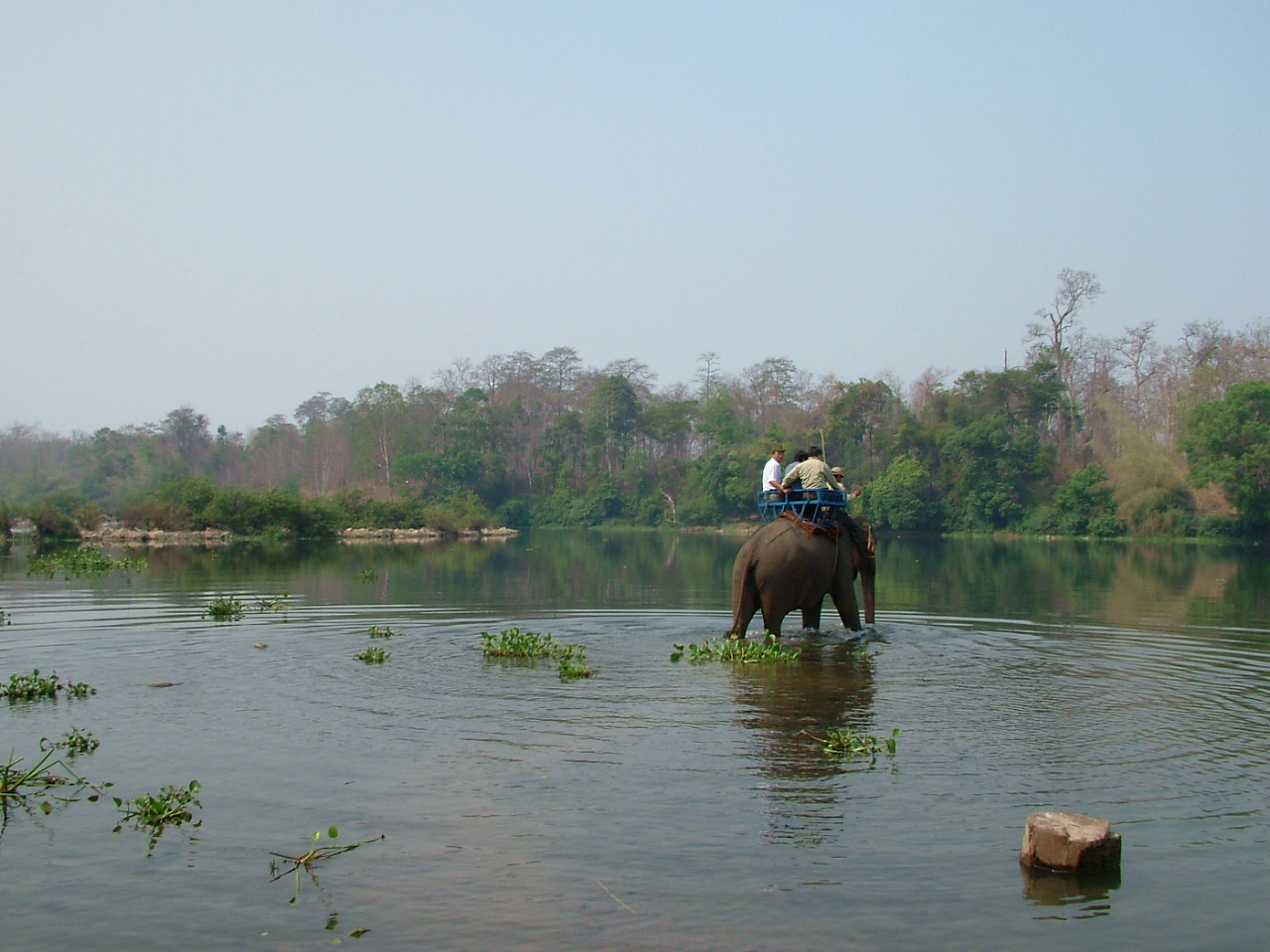
부온동현의 반돈을 흐르는 세레뽁강

세레뽁강은 베트남 중부 고원 지방 닥락성의 안남산맥 서쪽에 있는 두 개의 지류인 끄롱노강과 끄롱아나강을 형성한다. 세레뽁강은 서쪽으로 끄롱아나현, 부온돈현, 애아숩현으로 흘러간다. 캄보디아의 영토에 막 들어서면 세레뽁강은 애아흘레오강이 합류한다. 캄보디아에서는 라타나키리 주와 스퉁트렝 주를 통과한다. 스퉁트렝에서는 메콩강으로 들어가기 전에 먼저 세산강과 합류한 후 세콩강으로 합류한다.
끄롱노강과 끄롱아나강이 합류하여 베트남의 캄보디아 국경까지 가는 길은 약 126km이다. 국경에서 스퉁트렝까지는 약 281km이다.

## 이용
도로 인프라가 발달한 19세기 후반, 세레뽁강은 베트남의 중부 고원지대와 캄보디아, 라오스 사이의 중요한 수상 교통로였다. 라오족과 크메르족은 배를 타고 상류로 가서 그곳 사람들과 무역을 했다. 반돈(닥락성 부온돈현)은 한때 번화한 하천 항구 도시였다. 라오족이 와서 반돈뿐만 아니라 스퉁트렝에 거주했고, 반돈의 특별한 문화 형성에 상당한 기여를 했다.

## 갤러러

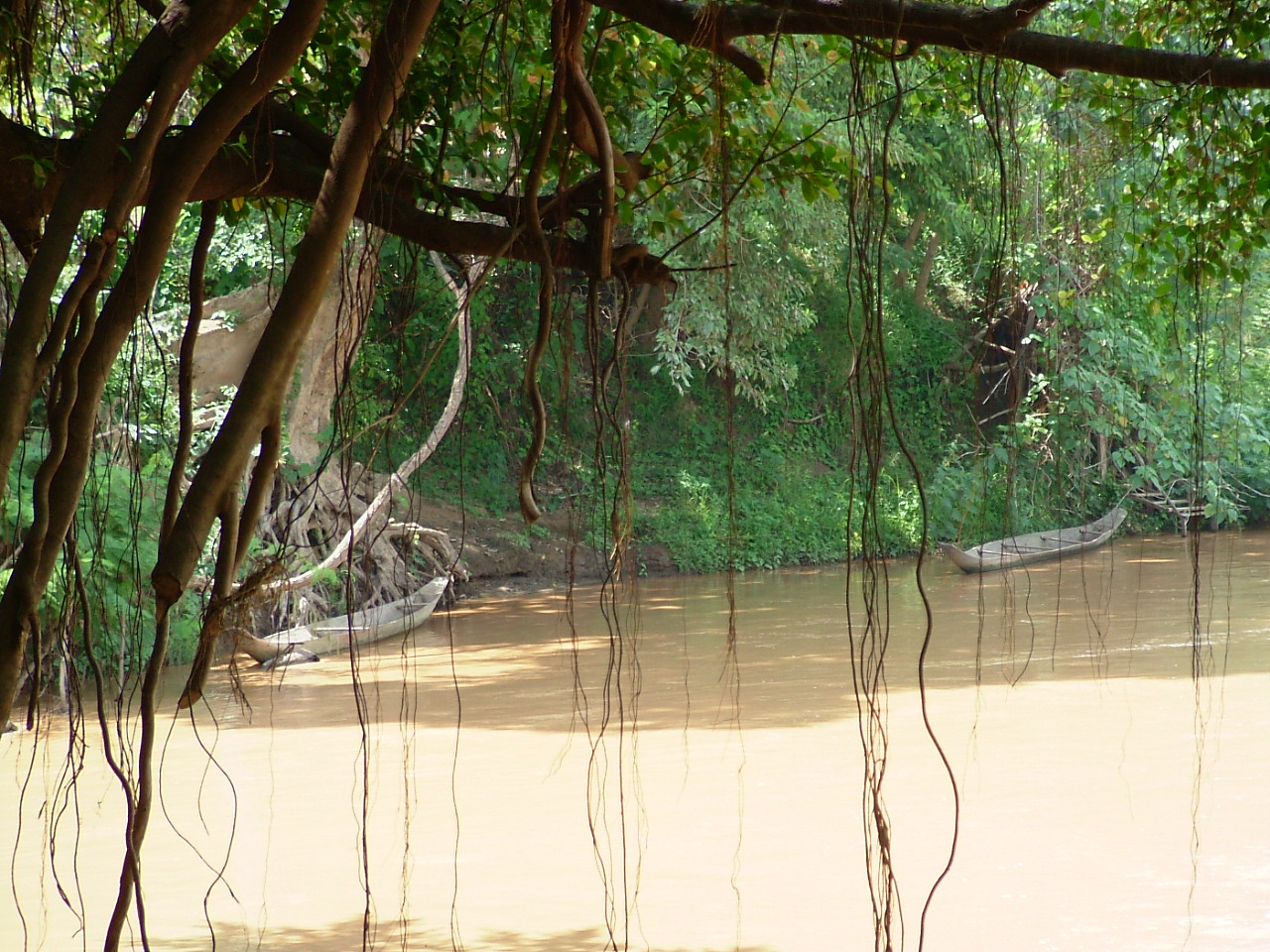
세레뽁강의 카누 보트
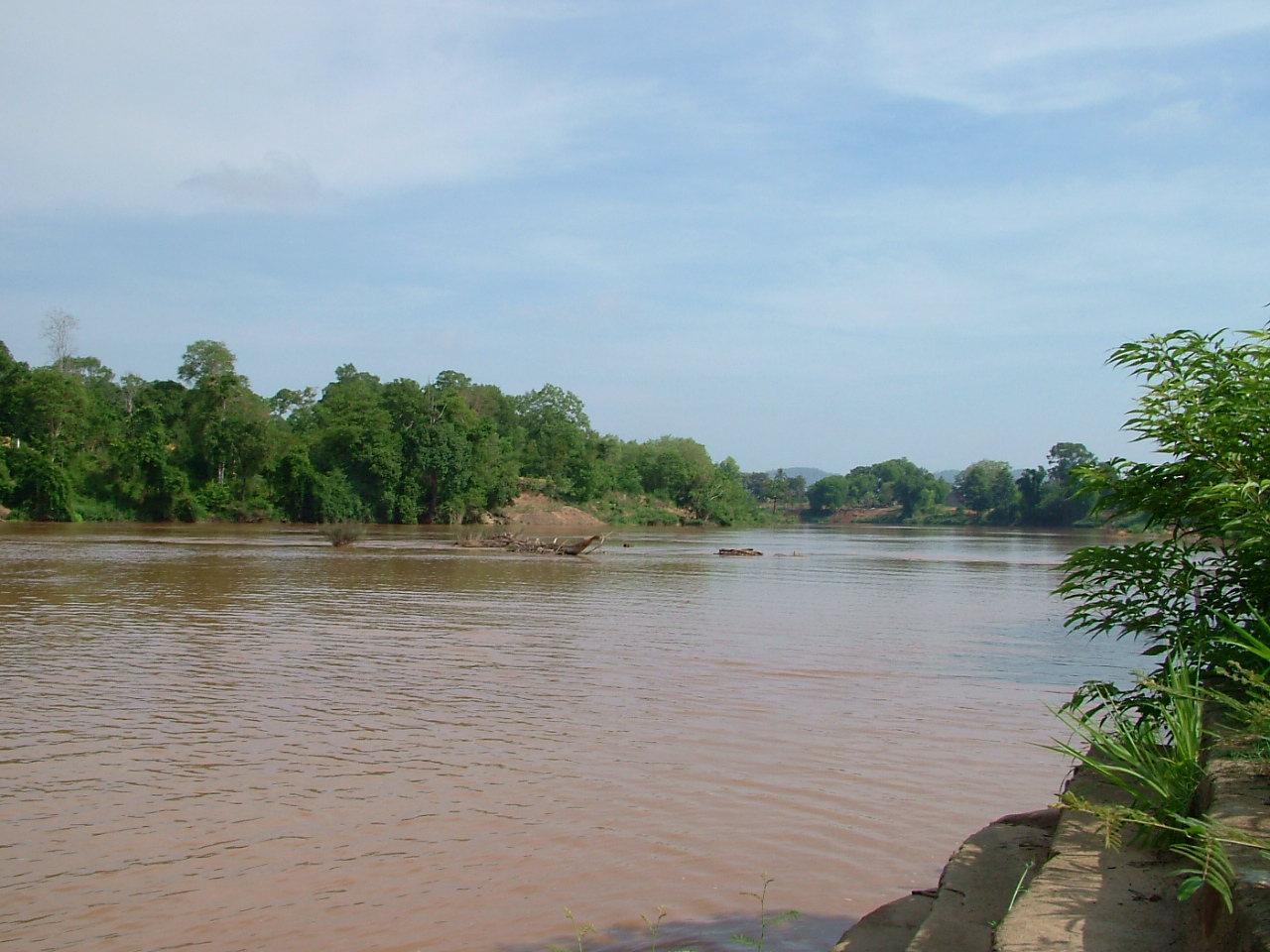
욕돈 국립공원
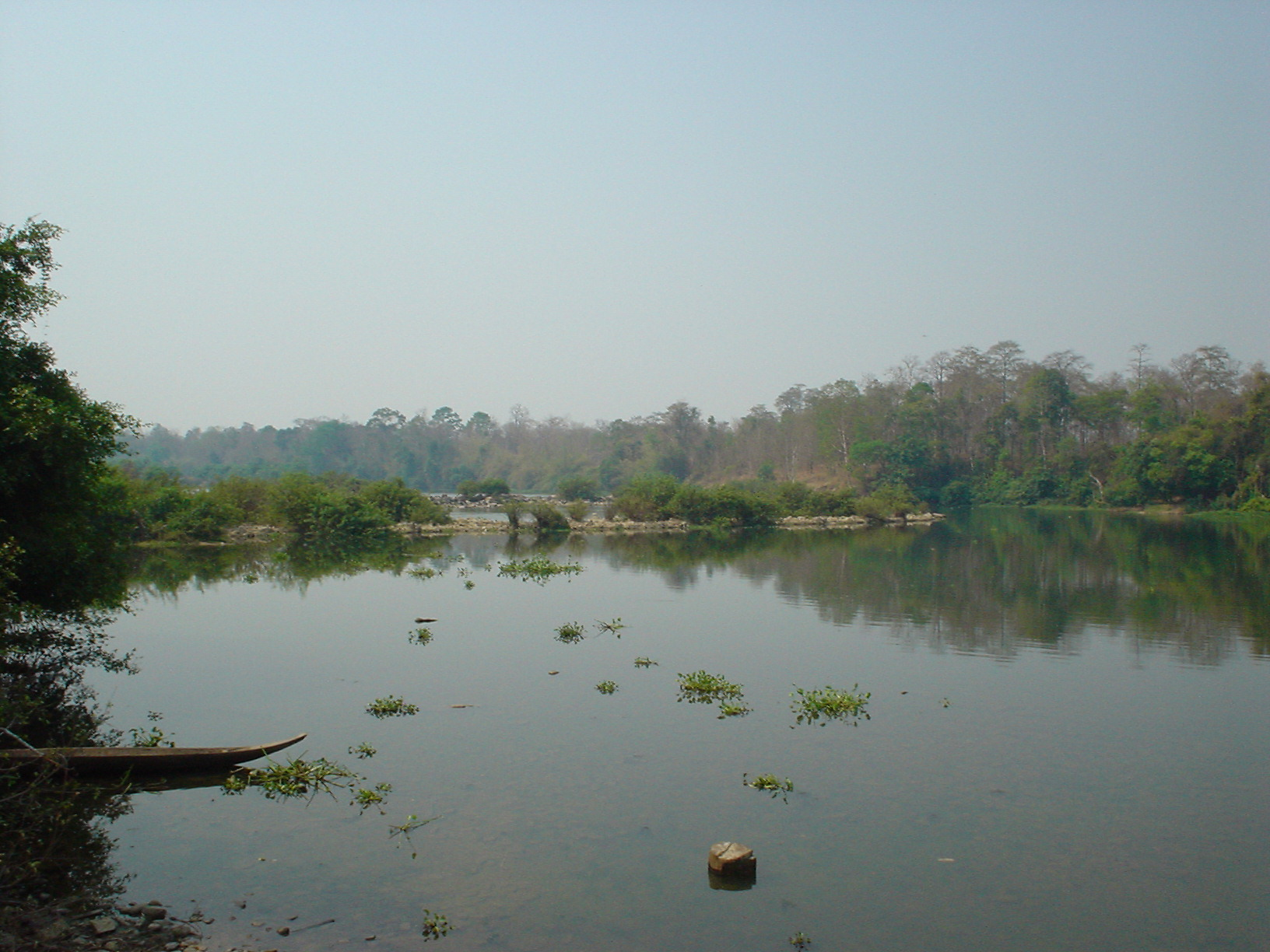
세레뽁강
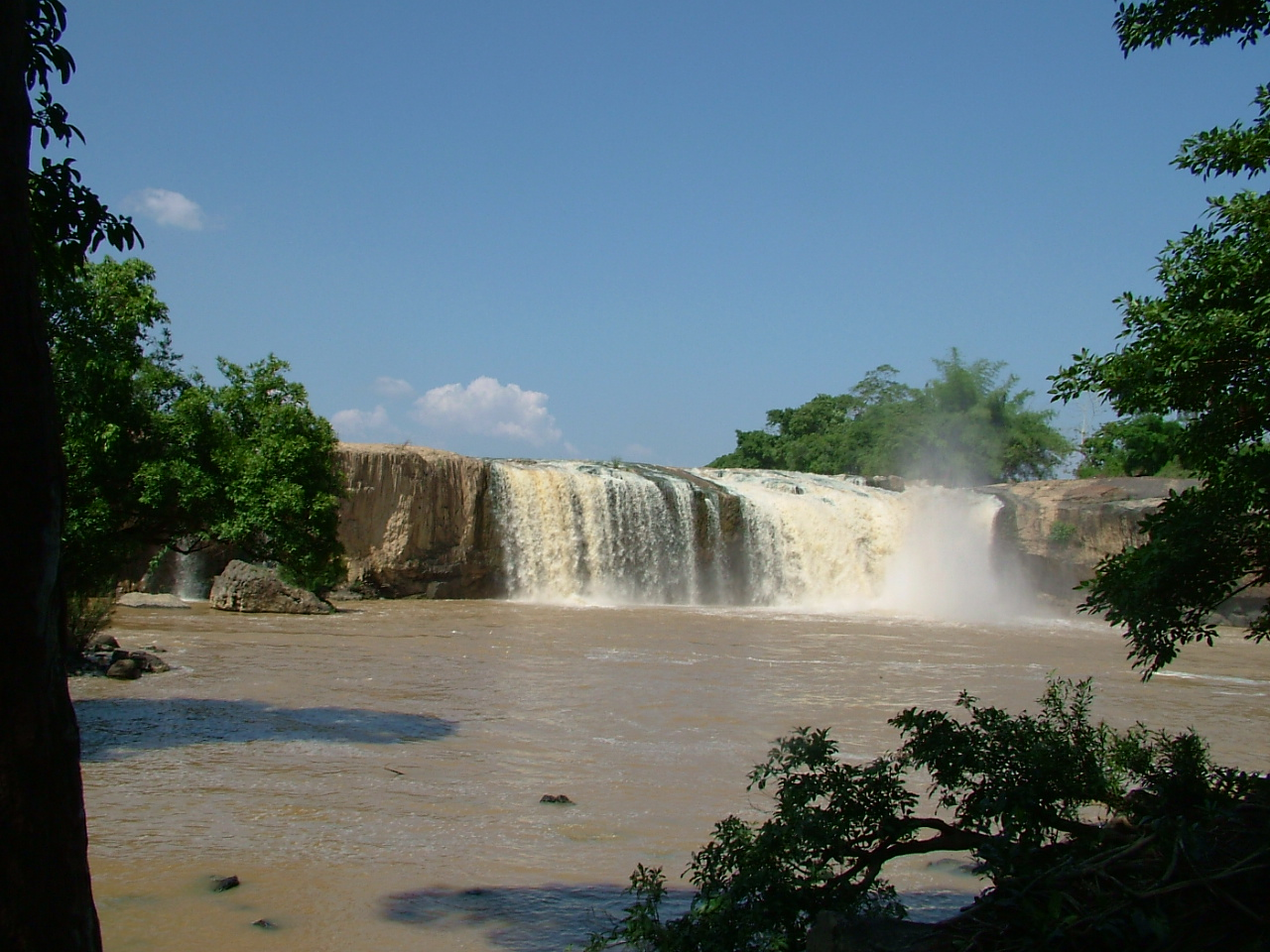
드라이삽 폭포